# 181136 Losonczrita
A 181136 Losonczrita (ideiglenes jelöléssel (181136) 2005 QA152) a Naprendszer kisbolygóövében található aszteroida. Piszkéstetőn fedezték fel 2005. augusztus 25-én.